# Ferdinand de Baillet-Latour
Le comte Ferdinand de Baillet-Latour, né à Bruxelles le 21 janvier 1850 et mort à Bruxelles le 18 septembre 1925, est un homme politique belge. Il est le père d'Henri de Baillet-Latour, président du Comité international olympique.

## Carrière
- Bourgmestre de Brasschaat (1902-1908)
- Conseiller provincial d'Anvers (1902-1908)
- Gouverneur provincial d'Anvers (1908-1912)
- Sénateur par la province d'Anvers (1912-1921)
- Questeur du Sénat belge (1913-1921)

## Sources
- P. Van Molle, Het Belgisch parlement.